# مجموعة مساعدة العراق
كانت مجموعة مساعدة العراق (IAG) قيادة عسكرية أمريكية خدمة مشتركة مسؤولة أمام الفيلق متعدد الجنسيات في العراق . نسقت الفرق العسكرية الانتقالية التي تساعد الجيش العراقي الذي ولد من جديد ، والشرطة الاتحادية ، وإدارة حرس الحدود ، ومديرية منافذ الدخول ، وشرطة المحافظة . قدمت هذه الفرق الشراكة والتوجيه والتدريب لمساعدة شركائها العراقيين في تحقيق الفعالية التشغيلية الكاملة وتسهيل انتقال الأمن الداخلي إلى السيطرة العراقية. كانت مجموعة مساعدة العراق نفسها قيادة مشتركة تم تشكيلها من فرقة المشاة الأولى بالجيش الأمريكي وتتألف في الغالب من جنود الجيش ولكنها تضم أيضًا مجموعة كبيرة من البحارة والطيارين ومشاة البحرية بالإضافة إلى أعضاء الجيوش الأجنبية.
كان إعداد ومهمة مجموعة مساعدة العراق مشابهًا لمجموعات المساعدة العسكرية الاستشارية التي أرسلت مستشارين عسكريين أمريكيين لتدريب وإرشاد وتوجيه أعضاء الجيوش الأجنبية في جنوب فيتنام ، مثل جيش جمهورية فيتنام، جمهورية فيتنام البحرية. سلاح الجو، جمهورية فيتنام البحرية وسلاح الجو لجمهورية فيتنام.

## تمرين
في تموز / يوليو 2006 ، انتشر الجنرال دانا جي إتش بيتارد في العراق حيث تولى قيادة مجموعة مساعدة العراق، بينما كان لا يزال يشغل منصب مساعد قائد الفرقة للمناورة (ADC-M) لفرقة المشاة الأولى. كان قائد مجموعة مساعدة العراق في القتال في العراق من يونيو 2006 حتى 30 يونيو 2007 ، ثم نقل القيادة إلى العميد ياربرو. ظل ياربرو يعمل أيضًا بصفته ADC-M لفرقة المشاة الأولى أثناء قيادته لـ IAG.
في مرحلة ما، تلقت جميع فرق الانتقال العسكرية للجيش (MiTTs) تدريبات في فورت رايلي، كانساس ومعسكر بورينج، الكويت. تتلقى MiTTs فيلق مشاة البحرية تدريبات في مركز القتال الأرضي الجوي التابع لسلاح مشاة البحرية، توينتينين بالمز ، كاليفورنيا ومجموعة المستشارين التدريبية في كامب بندلتون، كاليفورنيا.
ثم أجرى كل من فرق الجيش ومشاة البحرية تدريباتهم النهائية في المسرح في ما كان يُعرف سابقًا بأكاديمية فينكس الواقعة في التاجي ، العراق . كانت مهمة أكاديمية فينيكس هي تقديم تدريب إضافي نهائي للفرق العسكرية الانتقالية (MiTTs) قبل تكليفهم بتقديم المشورة للقوات المسلحة العراقية أو الشرطة أو وحدات الحدود. وشملت الفصول التي تم تدريسها مكافحة التمرد (COIN) وقواعد الاشتباك والوعي الثقافي وتاريخ العراق .
اعتبارًا من أوائل عام 2009 ، اندمجت أكاديمية Phoenix مع COIN CFE (مركز التميز لمكافحة التمرد) لتصبح COINSOC (مركز عمليات استقرار مكافحة التمرد).

### تحلل
مع تحسن الوضع الأمني في العراق إلى جانب قدرات قوات الأمن العراقية ، تحول التركيز الأساسي لقوات التحالف من العمليات القتالية إلى الشراكة والتوجيه. نتيجة لذلك ، تقرر دمج مجموعة مساعدة العراق مرة أخرى في قيادتها الأم. في 3 يونيو 2009 ، قامت مجموعة مساعدة العراق بدمج ألوانها ووظائفها وأفرادها تم دمجها في الفيلق متعدد الجنسيات في العراق .  نسخة محفوظة 28 سبتمبر 2011 على موقع واي باك مشين.

## قادة الجنرالات
- اللواء جون مكلارين ، الفرقة 80 السابقة (التدريب المؤسسي) ، احتياطي جيش الولايات المتحدة ، - القائد 2005 إلى 2006
- العميد دانا بيتارد من فرقة المشاة الأولى - القائد من حزيران (يونيو) 2006 إلى 30 حزيران (يونيو) 2007
- العميد جيمس سي ياربرو ، فرقة المشاة الأولى - قائد 30 يونيو 2007 إلى يوليو 2008.
- العميد كيث سي ووكر - القائد من يوليو 2008 إلى يونيو 2009 ، عندما أجرت الوحدة غلاف الألوان .  نسخة محفوظة 28 سبتمبر 2011 على موقع واي باك مشين.

## أنظر أيضا
- مستشار عسكري
- صاعق المخفر القتالي

## روابط خارجية
- الموقع الرسمي لفريق الانتقال العسكري نسخة محفوظة 25 مايو 2007 على موقع واي باك مشين. فورت رايلي
- محامي القاضي يعلم التكتيكات لـ MiTT نسخة محفوظة 31 مايو 2011 على موقع واي باك مشين.